# Ciro Guerra
Ciro Guerra (ur. 6 lutego 1981 w Río de Oro) – kolumbijski reżyser, scenarzysta i producent filmowy.
Już jego pierwsze dwa filmy, Cień przechodnia (2004) i Wietrzne podróże (2009), zyskały uznanie i zostały oficjalnymi reprezentantami Kolumbii w wyścigu do Oscara dla najlepszego filmu nieanglojęzycznego. Upragnioną nominację do tej nagrody udało się Guerrze zdobyć, jako pierwszemu Kolumbijczykowi w tej kategorii, dzięki trzeciej fabule, W objęciach węża (2015). Film ten zdobył również Nagrodę Główną w sekcji „Quinzaine des Réalisateurs” na 68. MFF w Cannes. 
Kolejny sukces odniósł filmem Sny wędrownych ptaków (2018), który łączył narodziny narkobiznesu w Kolumbii z upadkiem tradycyjnej kultury rdzennych mieszkańców. Film wyreżyserował wraz z żoną Cristiną Gallego, z którą rozstał się w trakcie zdjęć.
Jego najnowszym projektem była zrealizowana w międzynarodowej koprodukcji adaptacja powieści południowoafrykańskiego noblisty J.M. Coetzeego Czekając na barbarzyńców (2019) z gwiazdorską obsadą (Johnny Depp, Mark Rylance, Robert Pattinson). Obraz startował w konkursie głównym na 76. MFF w Wenecji, gdzie jednakże spotkał się z chłodnym przyjęciem.